# Aligátorteknős
Az aligátorteknős vagy harapós teknős (Chelydra serpentina) a hüllők (Reptilia) osztályába, a teknősök (Testudines) rendjébe, a nyakrejtő teknősök (Cryptodira) alrendjébe, az Eucryptodira alrendágba, a Polycryptodira kládba és az aligátorteknős-félék (Chelydridae) családjába tartozó faj. Jelenleg 2 alfaját különböztetik meg, az északi elterjedésű törzsalakot (Chelydra serpentina serpentina), és a déli, vagy floridai alfajt (Chelydra serpentina osceola). A két alfaj pontos elkülönítése gyakorlott szemet kíván. Régebben 4 alfajt tartottak számon, de ezek közül kettőt önálló faji rangra emeltek, egyikük a közép-amerikai harapósteknős (Chelydra rossignonii), a másik a dél-amerikai harapósteknős, vagy kajmánteknős (Chelydra acutirostris). A német nyelvben "schnappschildkröte", az angolban "common alligator snapping turtle", "common snapping turtle", vagy röviden csak "snapping turtle" névvel illetik.

## Előfordulása
Az Amerikai Egyesült Államok nagy részén és Kanada területén fordul elő. Kína, Tajvan és Japán területére betelepítették. A felelőtlenül szabadon engedett terráriumi példányok Európa szerte, így hazánkban is felbukkannak időnként. Meglehetősen nagy tűrőképességű fajról van szó, ezért a szándékosan betelepített vagy tudatlanságból szabadon engedett példányai idővel hatalmas károkat okozhatnak a helyi ökoszisztémákban. Egyes ázsiai régiókban már inváziós fajként tartják számon. Európa nagy része, így Magyarországon a Balatonban is, kiváló élőhelyet nyújthat ennek az esetlegesen újonnan betelepülő fajnak, mivel az éghajlat kedvező a szaporodásához, a szóba jövő őshonos zsákmányállatok pedig nincsenek felkészülve egy ilyen erőteljes betolakodóval szemben, a természetes ragadozók hiánya is tovább rontja a helyzetet. Európában főleg a törzsalak példányai esélyesek a sikeres megtelepedésre.

## Megjelenése
|  |

A páncélhossz 23-49 centiméter között változik, de sohasem éri el a legközelebbi rokon faj, a keselyűteknős (Macrochelys temminckii) méreteit, melynek idős hím példányai akár a 80 centiméteres páncélhosszt is elérhetik. A két fajt, főleg a bulvársajtó hasábjain gyakran összetévesztik, ezért sokszor téves adatokat adnak meg az olykor véletlenül felbukkanó aligátorteknős egyedekről. Mellékesen megjegyzendő, hogy a keselyűteknős lényegesen ritkábban beszerezhető, fogságban nehezen tenyészthető, drága "terrarisztikai csemege", így akinek sikerül is szert tennie egy, vagy több példányra, az nem valószínű, hogy szabadon engedné nehezen megszerzett kedvencét. Egyébként ez a faj viszonylag meleg kedvelő, ezért Európában legfeljebb csak a mediterráneumban találná meg életfeltételeit. Az aligátorteknősök testtömege a hímek esetében akár 34 kilogramm is lehet, átlagosan azonban kisebbek. A nőstények körülbelül fele akkorák mint a hímek. A hímek a legtöbb teknősfajtól eltérően nagyobbak a nőstényeknél, az ivari dimorfizmus a hímek vaskosabb, hosszabb farkában, és robusztusabb, szélesebb fejében is megmutatkozik. A hímek farkán lévő szarukúpok is sokkal feltűnőbbek. Az aligátorteknős páncélja viszonylag gyengén fejlett, és nem takarja el teljesen az állat fejét, végtagjait és a hátpáncéllal közel megegyező hosszúságú farkát. A hátpáncélon, főleg a fiatal felnőtt egyedeknél, kisebb tüskék láthatók a gerinc és bordapajzsokon, a farok feletti szegélypajzsok is kihegyesednek, peremükön jól fejlett él tapintható. Fejét nem borítják olyan vastag szarulemezek, mint az előbb említett keselyűteknősét, és attól eltérően a fejét is képes részlegesen visszahúzni a páncéljába. Az aligátorteknős erős szájában, mint minden teknős esetében, nincsenek fogak, hanem késéles, csőrszerű horgas szarukávák szegélyezik a felső állcsontját és az állkapcsát, amelyekkel erőfeszítés nélkül képes felaprítani a halgerincet, a vízimadarakat, a kétéltűeket és a hüllőket. A mellső lábán lévő éles, erős karmok darabokra tépik a zsákmányt, ha a teknős nem tudja egészben lenyelni. A szájban széles, lapos nyelv látható, ellentétben a keselyűteknőssel, melynek módosult nyelve apró kukacra hasonlít, a passzív ragadozó életmódot folytató keselyűteknős ugyanis ezzel csalogatja magához zsákmányát. Az aligátorteknősnek több természetes színváltozata is ismert. A hátpáncél lehet világos, vagy sötétbarna, olykor majdnem fekete, a bőr a világos palaszürkétől, a szürkésbarnán át egészen a sötétbarnáig változhat. A haspáncél többnyire piszkos vajsárga, nagyon fiatal példányok esetében sötétbarna. Hobbi célra tenyésztett állatoknál különleges színváltozatok is léteznek. Ilyenek például a halvány rózsaszín, szinte fehér bőrű, világos sárga páncélú, vörös szemű tirozináz negatív (T-) amelanisztikus albínók, vagy a tejfehér bőrű, halványsárga páncélú, világoskék szemű leucisztikus egyedek. Vannak egészen extrém megjelenésű formák is, ilyen a tirozináz pozitív (T+) amelanisztikus albínó, melynek narancssárga bőre, lilás barna hátpáncélja, mélyvörös szivárványhártyája, és sötétlila pupillája van, vagy a szinte teljes egészében téglavörös színezetű hipomelanisztikus egyedek, melyek szivárványhártyája fehér, pupillájuk pedig fekete. Ismertek teljesen fekete, úgynevezett hipermelanisztikus példányok is. Bőrükön, főleg a páncélhosszal szinte megegyező hosszúságú nyakon tüskeszerű, puha bőrkinövések láthatók, ezek valószínűleg kémiai, vagy a víznyomást érzékelő receptorok lehetnek, melyekkel az állat érzékelheti a környezetében bekövetkező kémiai illetve fizikai változásokat. Az aligátorteknős összességében hasonlít a keselyűteknősre, legközelebbi, és egyetlen ma is élő rokonára, de azért jó pár tulajdonságukban eltérnek egymástól, már első ránézésre is szembeötlő különbségek fedezhetők fel köztük, ezért a két faj gyakori összetévesztése nem annyira azok hasonlóságának, mint inkább a tájokozatlanságnak tudható be.

## Életmódja
Az aligátorteknős magányos lény, csak párzási időszakban keresi fel fajtársait. Nagyobb állóvizekben, lápokban, mocsarakban, lassú folyású folyókban, kanálisokban, öntözőcsatornákban egyaránt megél. Kimondottan vízi életmódot folytat, bár olykor, főleg esősebb napokon, és a párzási időszak alatt a szárazföldön is felbukkanhat, de a víztől sosem távolodik el néhány száz méternél messzebb. Ezenkívül csak a tojásrakás idejére hagyják el a vizet. Vízben viszonylag gyors mozgásra képes, ezért aktívan vadászik főként halakból, kétéltűekből, egyéb kisebb gerincesekből, és gerinctelenekből álló táplálékára. Egy éhes aligátorteknős tulajdonképpen mindenre lecsap, amit a vízben, vagy a vízfelszínen el tud kapni, akár még vízimadarakat, kisemlősöket is. A dögöket is előszeretettel fogyasztja, nagy hasznot hajtva ezzel környezetének. Nagyobb tetemekbe akár napokra is befúrhatja magát. Túlnyomó részt állati eredetű táplálékát olykor vízi növényekkel egészíti ki. Kiváló szaglásának köszönhetően a dögöket már nagy távolságból is felfedezi, ezért egy nagyobb dög közelében több aligátorteknős is összegyűlhet, melynek gyakran civakodás lesz a vége. Az ínségesebb időszakokat a vízpartba vájt üregekben, vagy az iszapba temetkezve vészeli át. A kanadai példányokról többször megfigyelték, hogy a befagyott tavak tetején kutatnak pórul járt állatok tetemei után, de a zordabb idő beköszöntével téli álomra vonulnak. A déli elterjedésű példányok nem alszanak igazi téli álmot, legfeljebb hosszabb-rövidebb nyugalmi időszakot iktatnak be, de ekkor is mindig készek elkapni egy-egy esetlegesen közelükbe téved zsákmányállatot. A melegebb idő beköszöntével kezdik meg párzási időszakukat. A kifejlett példányoknak legfeljebb csak a Mississippi aligátortól kell tartaniuk, más ragadozójuk nincs. A fiatal egyedeket más teknősök, akár idősebb fajtársaik, ragadozóhalak, aligátorok, ragadozómadarak, gázlómadarak, mosómedvék és egyéb ragadozó kisemlősök is fogyasztják, fészkét és tojásait főleg mosómedvék, vaddisznók, rókák, kóbor kutyák és patkányok dézsmálják. Igazi veszélyt jelent még számukra az ember, néhol, például tógazdaságokban, mint kártevőt, minden lehetséges eszközzel irtják, és nem elhanyagolható a sportvadászok, trófea gyűjtők értelmetlen pusztítása sem. Sok példányuk leli halálát az utakon is, valamint kutya támadások miatt. A viszontagságok ellenére állományai egyelőre stabilnak mondhatók, köszönhetően a faj kiváló alkalmazkodó képességének. Az Amerikai Egyesült Államok egyes államaiban húsát és tojásait ínyencfalatként fogyasztják. Fogságban akár 60 évig is élhet.

## Szaporodása
A hím 3-5, a nőstény 4-6 évesen éri el az ivarérettséget, ekkor körülbelül 18-22 centiméteres páncélhosszúságúak. A tojásrakás ideje késő nyáron van. Ekkor a nőstény kis gödrökbe vagy üregekbe rak, méretétől függően körülbelül 5-25, ritkán több tojást. A körülbelül 2,5-3 centiméteres páncélhosszúságú kis teknősök 2-3 hónap múlva kelnek ki. Szaporításuk fogságban tartott egyedeknél sem okoz nehézséget. A fiatal teknősök megfelelő tápláplás mellett nagyon gyorsan fejlődnek, első életévük végére több mint 7 centiméteres páncélhosszt is elérhetnek, idővel fejlődésük üteme mérséklődik.
|  |  |

## Terráriumi tartása
A kereskedésekben, vagy tenyésztőktől megvásárolható pár hónapos példányok elhelyezésére egy kisebb, 25 cm széles, 50 cm hosszú, és 20 cm magas akvárium is megfelel, melynek vizét legalább az első 2 évben célszerű fűteni. A vízoszlop magassága a hátpáncél szélességével legyen egyenlő (ez az idősebb példányokra is igaz), búvóhely behelyezésével a kis állatok biztonságérzete, és táplálkozási kedve nagy mértékben fokozható. Ebben a korban még apróra vágott hal, csirkemell, pulykamell, csirke, pulyka, vagy marha máj, szív, és sovány marhahús adható, melyet speciális teknőstáppal egészítünk ki. Az eleinte 3 naponta adagolt táplálékot akkorára kell felaprítani mint a kis állat fejének a fele, így biztonsággal le tudja nyelni azt. A későbbiek folyamán, a teknős növekedésével azonos ütemben növelhetjük a fejadagot, a táplálást pedig 4-5 naponta kell csupán végezni. A 4-5 évesnél öregebb példányok számára, az elhízás elkerülése végett, már elegendő heti egy alkalommal kiadósan etetni a fent említett, jó minőségű, ellenőrzött forrásból származó táplálékok valamelyikéből. A 10 centiméteres páncélhosszú egyedeknek már biztonsággal adhatunk különféle apró halakat egészben, ezzel nagyban növelhetjük vitalitásukat. A terrárium mérete a nagyobbacska, 15-20 centiméteres páncélhosszúságú példányoknál legalább 50x100 centiméter alapterületű, és 50 centiméter magas legyen, ekkor már a víz fűtése is elhagyható, 20-24C°-os szobahőmérséklet megfelelő számukra. Ellenben tanácsos egy nagy teljesítményű akváriumi szűrő beszerzése, feltéve, hogy a gazdinak nincs túl sok kedve a nagy mennyiségű víz gyakori cseréjéhez. A gyakori vízcserét úgy is elkerülhetjük, hogy az etetés idejére, és az etetést követő pár napban az állatokat egy külön erre a célra fenntartott kisebb tartályba helyezzük, majd miután ürítettek, alaposan lemosva visszakerülhetnek állandó lakhelyükre. Ha ezt a módszert kombináljuk a folyamatos erős vízszűréssel, akkor elég 3-4 havonta egyszer nagytakarítást, teljes vízcserét végezni. A teljesen kifejlett állatok számára már célszerűbb egy nagy malteros ládát, vagy egyéb nagyméretű, kellően vastag falú és strapabíró műanyag ládát beszerezni, melynek szélessége legalább az állat teljes (orrcsúcstól a farokhegyig) testhosszának duplájával, hosszúsága az állat teljes testhosszának legalább négyszeresével, magassága pedig az állat teljes testhosszával legyen egyenlő. A férőhely tetejét lehetőség szerint biztonságosan fedjük le, erre leginkább azért van szükség, mert a teknősök minden felettük történő mozgásra, szájukat nagyra tátva, robbanás szerűen kicsapnak a víz alól. A kifejlett példányok számára legmegfelelőbb táplálék a körülbelül 10 centiméter hosszúságú pontyfélék, például kárászok egészben felkínált egyedei, ezt kiegészíthetjük a már előbb említett táplálékokkal, de ügyelve arra, hogy a táplálék 70%-a hal legyen. Az egészben adott halak mellett egyéb táplálékkiegészítőkre nincs is szükség. Az aligátorteknősöket minden életkorban egyedileg kell elhelyezni, ugyanis összeférhetetlen természetük miatt komoly károkat okozhatnak egymásban, akár leharaphatják társaik farkát, lábujjait. Más teknősfajokkal, és egyéb akváriumi állatokkal soha ne tartsuk együtt! Aki megteheti, az év melegebb hónapjaiban, április végétől szeptember végéig a szabadban is elhelyezheti aligátorteknősét, egy maximálisan szökésbiztos, lehetőleg nagyobb fa által árnyékolt helyen. Az aligátorteknős kézbevétele nagy odafigyelést, és az állat viselkedésének nagyfokú ismeretét igényli. Ezek az erős állatok nagyon agresszívak tudnak lenni, és meglepő gyorsasággal képesek támadni, ezért kezelésük esetén mindig nagyon körültekintőnek kell lenni. Az aligátorteknős tartása összességében nem bonyolult, leszámítva nagy méretét, ennek megfelelően nagy helyigényét, és agresszív természetét, ezért tartása csak megfelelően felkészült, kellően tapasztalt állat tartók számára javasolható. Magyarországon az aligátorteknős különösen veszélyes állatfajnak minősül, tartására csak állatkert vagy cirkuszi menazséria kaphat engedélyt.